# بريموكس (باد كاليه)
بريموكس، باد كاليه (بالفرنسية: Brimeux)‏ هي بلدية تقع في إقليم باد كاليه من منطقة نور با دو كاليه في شمال فرنسا. تبلغ مساحة هذه المدينة 10.68 (كم²)، وترتفع عن سطح البحر 10 م، يبلغ عدد سكانها 762 نسمة حسب إحصاء المعهد الوطني للإحصاء والدراسات الاقتصادية سنة 2009 م. وترأس Régis Picque البلدية خلال فترة (2008-2014).